# غاس هولويردا
غاس هولويردا (بالإنجليزية: Gus Holwerda)‏ مخرج أمريكي. كتب وأخرج الفيلم الوثائقي «غير المؤمنين» عام 2013 حول آراء لورانس كراوس وريتشارد دوكنز.

## روابط خارجية
- غاس هولويردا على موقع IMDb (الإنجليزية)
- غاس هولويردا على موقع أول موفي (الإنجليزية)
- غاس هولويردا على موقع قاعدة بيانات الفيلم (الإنجليزية)
- غاس هولويردا على موقع كينوبويسك (الروسية)